# White Hunter Black Heart
White Hunter Black Heart (bra: Coração de caçador; prt: Caçador Branco, Coração Negro) é um filme feito em 1990, dirigido e estrelado por Clint Eastwood.
A história é inspirada no livro de Peter Viertel sobre as aventuras de John Huston durante as filmagens de The African Queen. Katharine Hepburn é Kay Gibson (Marisa Berenson), e Humphrey Bogart é Phil Duncan (Richard Vanstone).

## Sinopse
Cineasta americano resolve dirigir um filme na África e acaba se dedicando à caça de elefantes, deixando a produção em segundo plano.